# Josef-Wiedermann-Hof
Der Josef-Wiedermann-Hof ist ein Gemeindebau im 19. Wiener Gemeindebezirk Döbling (Katastralgemeinde Oberdöbling). Er wurde zwischen 1966 und 1968 nach Plänen des Architekten Josef Horacek errichtet und umfasst 64 Wohnungen.

## Bauwerk

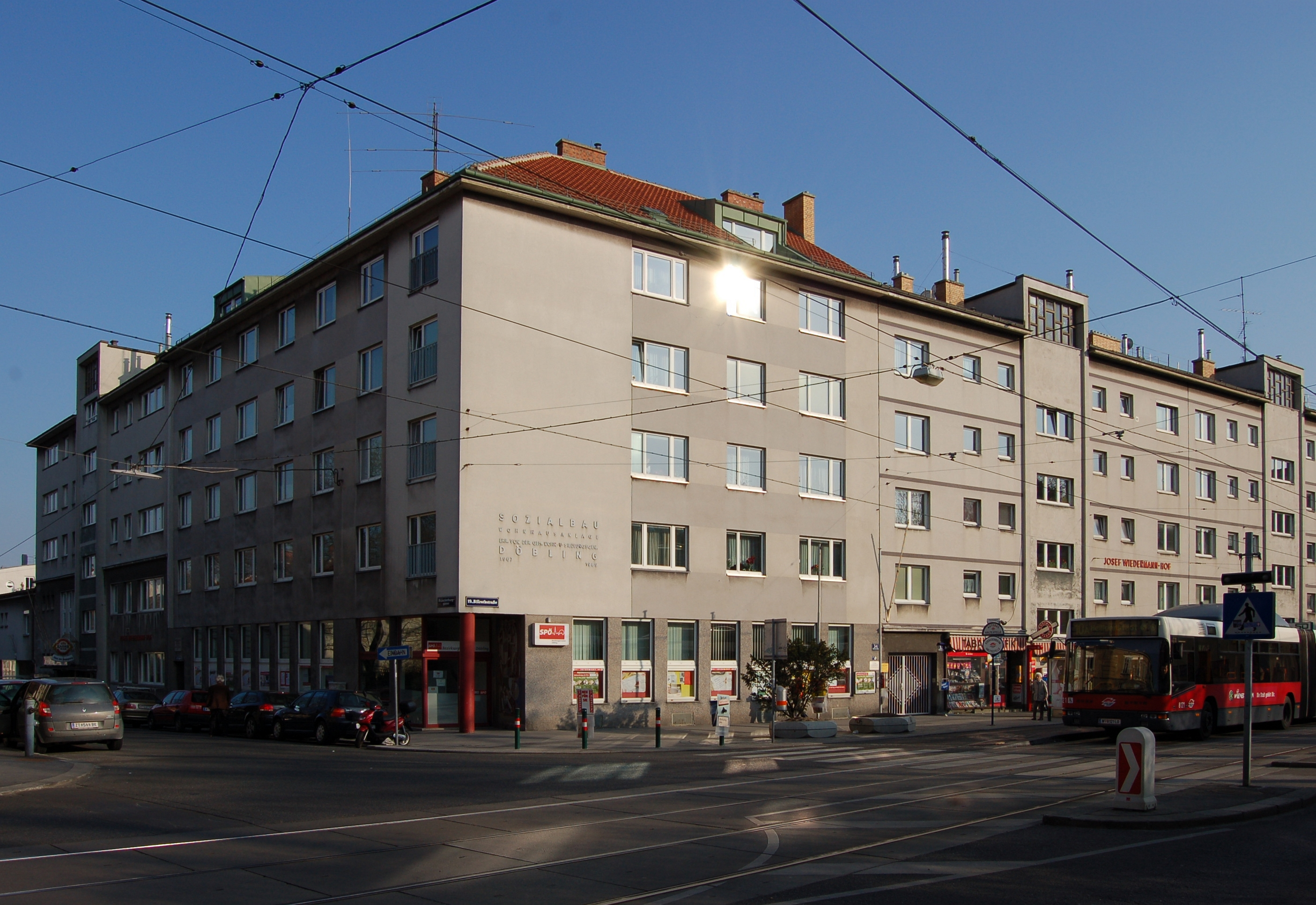
Sozialbau mit angebauten Gebäudeteilen des Gemeindebaus

Der Josef-Wiedermann-Hof wurde zeitgleich mit dem Sozialbau an der Ecke Billrothstraße/Gatterburggasse errichtet, wobei das Eckhaus unter anderem ein Parteilokal der Sozialdemokratischen Partei Österreichs umfasst. Der Josef-Wiedermann-Hof wurde an das Eckgebäude angebaut, wobei eine der sechs Stiegen in der Gatterburggasse liegt und neben einem Kindergarten ein „Haus der Begegnung“ mit Festsaal umfasst. Die übrigen fünf Stiegen bilden eine breite Häuserfront an der Billrothstraße 32. Der langgezogene Gebäudeteil beherbergt Geschäftslokale, einen Standort der Büchereien Wien und eine Filiale der Magistratsabteilung 48. 
Der Josef-Wiedermann-Hof wird an der Billrothstraße aus fünf vierstöckigen, gekuppelten Wohnhäusern gebildet, deren Dachgeschoße teilweise zu Wohnungen ausgebaut wurden. Die Fassade wird von den um ein Geschoß erhöhten Treppenhäusern gegliedert, als weitere Stilelemente treten die sich abwechselnden Größen der Fenster und ein Anstrich in unterschiedlichen Grautönen auf. Gemeinsam mit dem Sozialbau und dem Gebäudeteil in der Gatterburggasse umschließt die Front an der Billrothstraße einen weitläufigen Gartenhof.
Künstlerisch ausgestattet wurde der Josef-Wiedermann-Hof von Hans Robert Pippal, der Mosaike für die Balkonbrüstung des Festsaales und für die Fassade des Kindergartens anfertigte. Zudem besteht eine Gedenktafel an der Fassade der Billrothstraße, die an die 1985 erfolgte Benennung des Gemeindebaus nach dem Landtagsabgeordneten und Gemeinderat Josef Wiedermann erinnert.